# Edgar Itt
Edgar Itt, född den 8 juni 1967 i Gedern, Hessen, är en västtysk friidrottare inom kortdistanslöpning.
Han tog OS-brons på 4 x 400 meter stafett vid friidrottstävlingarna 1988 i Seoul. 